# Studium generale

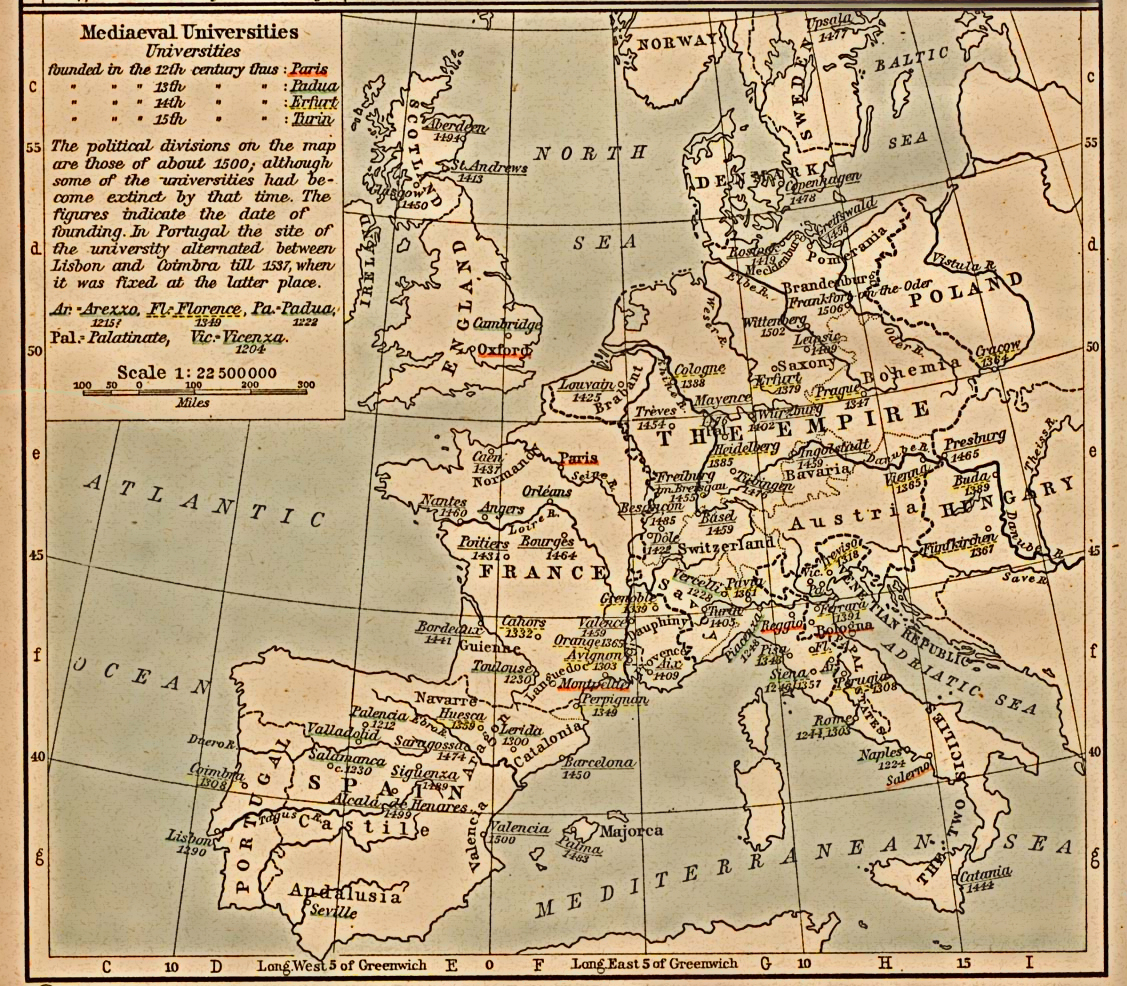
Mapa incomplet d'universitats medievals d'Europa. Algunes, com Lund (1425), hi falten.

A partir de l'alta edat mitjana es començà a donar el nom de studium generale (studia generalia en plural) "estudi general" en llatí a les institucions d'ensenyament superior, de les quals van sorgir les primeres universitats en la cristiandat llatina (un espai coincident a grans trets amb l'Europa Occidental), i que avui en dia coneixem com Universitats. El mateix nom d'Estudi General posava de manifest la diversitat del que s'hi ensenyava, el fet que estava oberta a tothom i a més a més proporcionava títols reconeguts.
A Catalunya entre altres hi destaquen: l'Estudi General de Santa Caterina fundat pel bisbe Berenguer de Palou el 1219, l'Estudi General de Lleida fundat el 1297, l'Estudi General de Barcelona fundat el 1450 per ordre del rei Alfons el Magnànim des de Nàpols, l'Estudi General Lul·lià a la ciutat de Mallorca fundat el 1483 i l'Estudi General de València fundat l'any 1499.
Des de l'Alta Edat Mitjana, després del breu període en què va funcionar l'escola palatina carolíngia, funcionaven les escoles monàstiques i les escoles catedralícies, que servien per a la formació del clergat. Mancant altres institucions educatives, també acudien a elles els seglars que desitjaven instruir-se. Amb el temps, en tenint en compte la importància de la seva labor, algunes, fundades per ordre del papa, de l'emperador o del rei, que les prenien sota el seu mecenatge i atorgaven rendes per al seu sosteniment, se les coneixia com a studium generale; sent amb això considerats els centres d'ensenyament més prestigiosos, per exemple el Studium de Monpeller, fou creat per mandat del jove Jaume I el 1220. Tot això es va produir en el context del creixement urbà i el desenvolupament soci econòmic i cultural d'una època especialment dinàmica, que ha estat denominada per la historiografia com "Renaixement del segle XII ".
Els studia generalia havien de complir tres condicions: estar oberts a estudiants de qualsevol procedència geogràfica, impartir ensenyament superior en alguna de les seves escoles o facultats (arts -les set disciplines del trivium i el quadrivium-, medicina, dret i teologia), i disposar de diferents mestres per a cadascun dels temes objecto d'ensenyament. Els més famosos professors de cada studium eren animats a desplaçar-se d'uns a uns altres per compartir els seus coneixements i documents, iniciant la cultura d'intercanvi i cosmopolita que caracteritza a l'esperit universitari.

## Els studia i els poders
Els dos poders universals, pontificat i imperi; així com el nou poder emergent, les monarquies feudals en trànsit a convertir-se en monarquies autoritàries, van rivalitzar en la seva capacitat normativa sobre aquestes noves institucions, fet que més que intensificar el seu control sobre elles, els atorgava més drets i llibertats. Frederic Barbarroja, el 1158 o 1155 (poc abans de la Segona Dieta de Roncaglia) va emetre la constitució imperial Authentica habita per donar drets als estudiants i professors de qualsevol nacionalitat (particularment als del studium de Bolonya), tant en la seva estada com en els seus desplaçaments, reconeixent el valor universal de conceptes tals com a amor scientiae ("amor pel saber") i causa studiorum peregrinatio ("peregrinació per causa d'estudis"). La legislació papal sobre assumptes educatius es va multiplicar amb els Concilis Laeteranensis (des de 1123), obligant a cada catedral a disposar d'un mestre de gramàtica i a cada església metropolitana a disposar d'un teòleg. El papa Alexandre III va establir les dispenses «de residència» (permetre a un clergue seguir gaudint del seu benefici eclesiàstic si la raó de l'absència del seu lloc és fer estudis -excepte els de dret o medicina, considerats "lucratius"-), la qual cosa permetia una gran mobilitat. El reconeixement de fur eclesiàstic a professors i alumnes, no només els permetia eludir a la justícia civil, sinó fins i tot en alguns casos a la jurisdicció episcopal, i remetre's directament al Papa/Papa. Els privilegis concedits al studium de París el 1215 i al de Bolonya el 1219 (i després els obtinguts pels altres) reconeixien a aquests studia el monopoli de la concessió de graus acadèmics (magister o doctor), i la vinculava a un examen realitzat pels professors, fet que restringia la intervenció del canceller (representant del bisbe) a la mera concessió nominal de la llicència. El Papa Gregori IX va establir els tres graus acadèmics de batxiller, de llicenciat i de doctor.
L'autonomia dels studia era ambivalent: en algunes qüestions era tan àmplia que fins i tot es reconeixia una certa forma de dret corporatiu de vaga (potestas suspensionis studii), i es van donar formes de protesta col·lectiva com el boicot de certes classes o l'emigració massiva de professors i estudiants (dispersio o secessió, així va néixer el studium d'Oxford enfront del de París el 1167, l'el studium de Cambridge enfront del d'Oxford el 1209 i el de Vercelli enfront del de Bolonya -o al de Pàdua- el 1228, i així es va produir la sortida d'estudiants alemanys del studium de París el 1378, durant el cisma d'Occident, cap a Viena, Heidelberg i Colònia; i la dels del studium de Praga cap al de Leipzig el 1409); però en altres qüestions era molt restringida, reservant-se la facultat papal de restringir les matèries o fins i tot els textos que podien ensenyar-se.

## Studium i Universitas
El 1231 la butlla Parens Scientiarum, de Gregori IX, utilitza el terme universitas per referir-se corporativament a la institució acadèmica i jurídica que constitueix un studium, concretament el studium de París.
| « | ... dilectis filiis universis magistris scolaribus Parisiensibus salutem et apostolicam benedictionem. (...) ... vocatis ad hoc et presentibus pro universitate scolarium duobus magistris... (...) ... Inhibemus autem expressius, ut scolares per civitatem armati non vadant, et turbatores pacis et studii universitas non defendat. (...) ... quem ad hoc universitas ordinaverit. | » |

El 1261 el mateix studium de París va rebre aquesta denominació (Universitas Parisiensis o, de forma completa universitas magistrorum et scholarium Parisiensis -"corporació de mestres i estudiants de París"-); encara que hi hagi documents anteriors que ja l'empressin de forma explícita (carta del legat pontifici Robert de Courçon, de 1215) o de forma implícita (la referència a la communitas scholarium del bisbe Eudes de Sully el 1207). A Castella la denominació "universidad" (castellanització del llatí universitas) va poder ser aplicada per primera vegada en el studium de Salamanca, al que Alfons X el Savi va atorgar el 1254 unes constitucions on s'hi refereix ambiguament, en aparença de forma indistinta, com Estudio i com Universidat, i fins i tot com Universitat del Estudio.. (Cal tenir en compte que universitat vol dir, conjunt de totes les persones o coses d'una classe determinada).:
| «                                                                            | ... los escolares de la Universitat del Estudio de Salamanca pedieron merced a mí don Alfonso por la gracia de Dios rey de Castilla, de León... que yo que les otorgase estas cosas que son escriptas en esta carta que me enviaron pedir con su procurador porque desían que fasían mucho menester a provecho del Estudio. E yo con grand sabor que he que el Estudio sea más avanzado e más aprovechado, caté aquellas cosas que me ellos pedieron e hobe mi consejo e mi acuerdo con los obispos e con arcidianos e con otros clérigos buenos que conmigo eran sobre ellas. E habido el consejo aquello que ellos entendieron que era pro e honra de mí e de míos regnos e de los escolares e de toda la tierra, aquello fis yo e mandé. E tove por bien que mandase faser ende carta abierta e sellada de mi sello colgado en que fuesen escriptas e las posturas que yo puse e mandé sobre este fecho e que supiesen cómo las deben guardar e tenir. E envío hi a los conservadores que yo fise que guardasen el Estudio e las cosas que pertenescen al Estudio. (...) Otrosí mando que los escolares de la Universidat non hayan sello comunal de la Universidat sino por mandato e por complaser del obispo de Salamanca. (...) Otrosí mando que los alcaldes de la villa guarden o fagan guardar los previllejos de la Universidat cuanto pertenesce a los derechos del rey. | » |
| — Carta magna de Alfonso el Sabio... Fechada en Toledo, a 8 de mayo de 1254. | |   |

En el codi de les Set Partides (1256-1265) el mateix rei distingia el concepte de studium generale, fundat per un papa, un emperador o un rei (en el que hi havia mestres de les arts així com de gramàtica, de lògica, de retòrica, de aritmética i geometria, i d'astrologia ... mestres de decrets, senyors de lleis) i Studium particularis (quan algun mestre ensenyava d'una forma particular a uns pocs escolars) o Studium conventuale (quan s'ensenyava en algun convent o annex d'església o catedral). Tant en el seu regne com en la Corona d'Aragó es van fundar també diverses institucions poliglotes amb les denominacions Studium arabicum, Studium arabicum et hebraicum o Estudi general de llatí i d'aràbic.

### Universitas scholarium i Universitas magistrorum
Tenint en compte, com s'ha dit abans, que universitat vol dir: conjunt de totes les persones o coses d'una classe determinada. Al principi, la denominació universitas s'emprava per designar al conjunt de professors i estudiants que residien en un mateix lloc, distingint la corporació o conjunt d'estudiants (universitat d'escolars), la de professors i alumnes (universitat de mestres i escolars) i la institució en si (universitat de l'estudi). També es recull la diferència del "model de Bolonya", que seria una Universitas scholarium (sorgida de l'impuls dels estudiants que buscaven professors -com Irnerio o Acursio i els glossadors-, i que portaven per si mateixos el govern i administració de la institució creada al seu voltant), i el "model de París", que seria una Universitas magistrorum (sorgida en el si de les escoles catedralícies de Notre-Dame i del prestigi de mestres com Pere Abelard).
En qualsevol cas, la utilització de diversos termes, sense exclusivitat, era l'habitual (escoles, scholas, estudi solemne, studium universale, studium commune, etc.), encara que els documents oficials van seguir utilitzant majoritàriament l'expressió Studium Generale fins al segle xv, en què gradualment el terme universitas va començar a utilitzar-se com a sinònim. També sembla que el terme Studium Generale implicava una vinculació local (a un regne), mentre que el de universitas implicava la validesa internacional d'estudis i titulacions.

## Studium del Convent de Santa Caterina
Encara que les dades historiogràfiques no són gaire abundants, el convent de Santa Caterina de Barcelona fou el primer studium documentat fins ara a Catalunya, fundat el 1219 per l'Orde dels predicadors (segons el pare Marcillo a "Crisi de Cataluña hecha por las naciones estrangeras"). Aquesta congregació tenia un important studium de primer nivell en aquest convent dedicat a Santa Caterina (avui dia convertit en Mercat), des del segle xiii (1219). En aquesta "universitat medieval" s'hi donava una formació científica -matemàtiques i geometria- satisfactòria per a l'època, i segons el Pare Marcillo hi donava classes Sant Raimon de Penyafort (1175-1275). Entre altres hi va estudiar Sant Vicent Ferrer, Lògica, Teologia i Filosofia, uns 100 anys més tard.

## Seqüència de creació delsstudia generalia

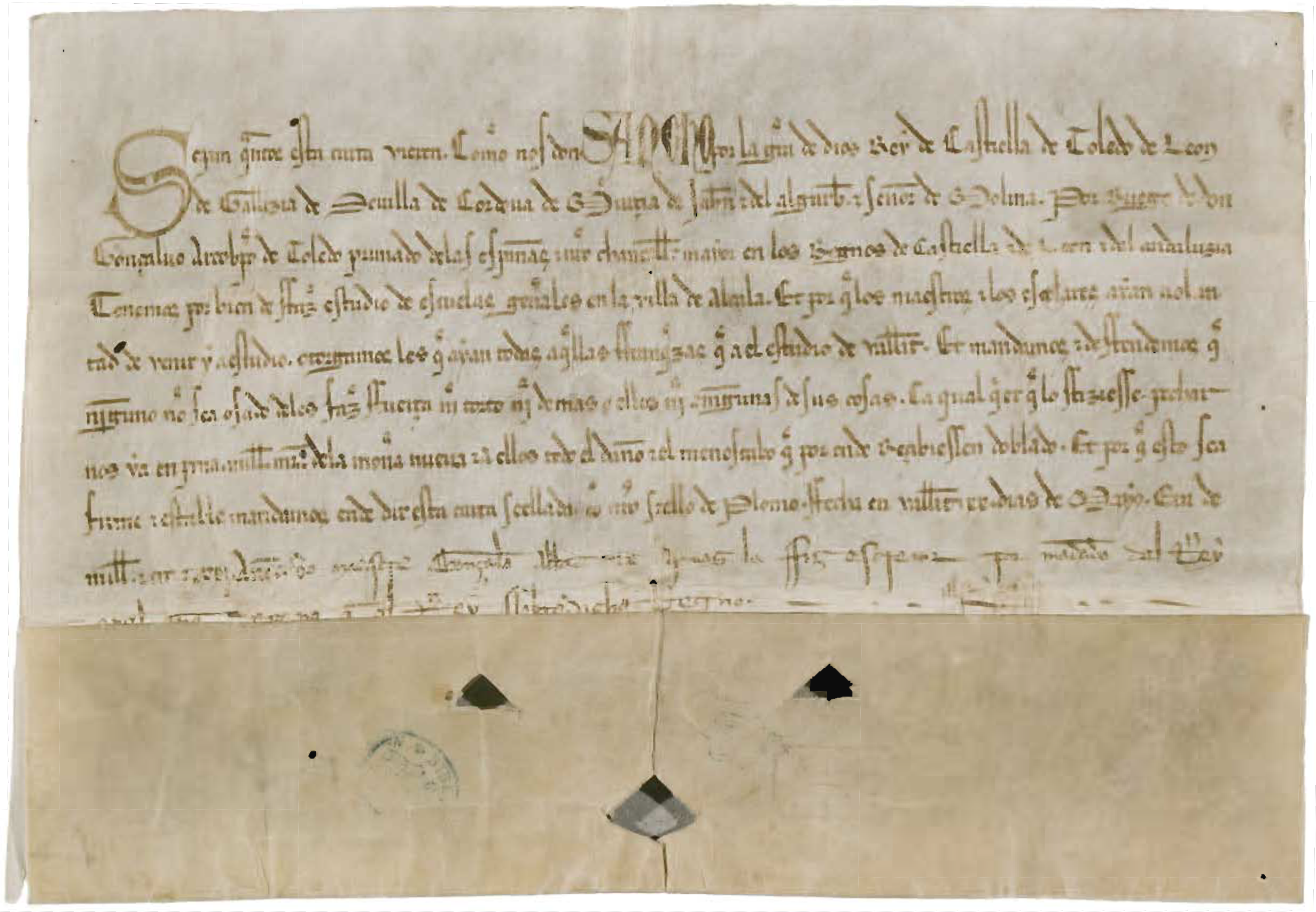
Studium generale d'Alcalá de Henares (20/05/1293).

En el regne de Sicília, l'Escola Mèdica Salernitana funcionava des del segle ix, encara que sense formar studium generale amb altres facultats (la Universitat de Salern no va funcionar com a tal fins al segle xix). Els primers studia generalia van ser els de:
- Bolonya, fundat el 1089, especialitzat en Dret, que va rebre el títol d'universitat el 1317
- París (1150, títol d'universitat el 1256)
- Oxford (1167, per la dispersio dels mestres i estudiants anglesos dels Studia de París -encara que hi ha registre d'alguna activitat docent anterior, el 1096-)
- Mòdena (1175)

Al segle xiii la fundació dels studia es va intensificar, estenent-se per molt i variats territoris:
- Vicenza (va funcionar entre 1202 i 1209) -en:University of Vicenza-
- Cambridge (1209, per la dispersio d'un grup de mestres i estudiants d'Oxford)[14]
- Palència (1208), precursors del de Valladolid (1241)
- Arezzo (1215, títol d'universitat el 1355) -en:University of Arezzo-
- Salamanca (1218, encara que les Escoles de la Catedral existien ja el 1130; va ser possiblement el primer que universitat, esmentat ambiguament per Alfons X el 1254)
- Estudi General de Santa Caterina fundat el 1219 pel bisbe Berenguer de Palou.[1]

- Montpeller (1220), especialitzat en Medicina
- Pàdua (1222, per dispersio d'un grup d'estudiants de Bolonya)
- Nàpols (1224), fundada no com studium generale, sinó com una veritable institució estatal, sense vocació universal (es destinava a l'educació dels fills dels funcionaris locals) i sense privilegi papal; va sorgir com dispersio dels Studia de Salern[15]
- Vercelli (1228, per dispersio dels estudiants de Pàdua, la major part dels quals va tornar a aquesta ciutat després d'expirar un contracte de vuit anys, mantenint-se en Vercelli un Studium d'existència intermitent, fins que el 1404 es va establir la Universitat de Torí)[16]
- Tolosa de Llenguadoc (1229)
- Siena (1240, títol d'universitat el 1357)
- Múrcia (1272)
- Coïmbra (1290), inicialment fundats a Lisboa
- Alcalá (1293, refundats com a universitat el 1499)
- Lleida (1300)

El 1303, a la ciutat de Roma es va fundar el Studium urbis o La Sapienza; el mateix any es funda el d'Avinyó, sent també ciutat papal, per a contrapesar la Sorbona. -fr:Université d'Avignon et des Pays de Vaucluse-
Cap al 1378 (la data del cisma d'Occident) hi havia en funcionament un total de vint-i-vuit studium o universitats; els citats, més Orleans (1306), Angers (d'existència anterior, elevat a universitat el 1364), Perusa (1308), Treviso (1318), Cahors (1332 -fr:Université de Cahors-), Grenoble, (1339), Pisa (1343), Praga (1347), Florència (1349), Perpinyà (1349), Osca (1354), Pavia (1361), Cracòvia (1364), Orange (1365), Viena (1365) i Pécs (1367).